# Kryddsåser
Kryddsåser är kryddblandningar som är flytande eller geléartade till sin konsistens, och kan därmed användas som sås till olika livsmedel. 

## Exempel på kryddsåser
- Chilisås
- Fisksås
- HP-sås
- Ketchup
- Senap
- Sojasås
- Sriracha
- Tabasco
- Tigersås
- Worcestershiresås